# Médaille Goethe
La médaille Goethe est une distinction délivrée depuis 1955 par l'Institut Goethe pour des services rendus en matière de défense de la langue allemande à l'étranger et pour la recherche d'une collaboration culturelle internationale. Depuis 1975, la médaille Goethe est une distinction officielle de la République fédérale d'Allemagne.

## Lauréats

### 2020
- Elvira Espejo Ayca
- Ian McEwan
- Zukiswa Wanner

### 2013
- Mahmoud Hosseini Zad
- Naveen Kishore
- Pétros Márkaris

### 2012
- Bolat Atabayev
- Dževad Karahasan
- Irena Veisaitė

### 2011
- John le Carré
- Adam Michnik
- Ariane Mnouchkine

### 2010
- Ágnes Heller
- Fuad Rifka
- John Spalek

### 2009
- Lars Gustafsson
- Victor Scoradeţ
- Sverre Dahl

### 2008
- Gholam Dastgir Behbud
- Bernard Sobel
- John E. Woods

### 2007
- Daniel Barenboim
- Dezső Tandori
- Min'Gi Kim

### 2006
- Vera San Payo de Lemos
- Giwi Margwelaschwili
- Said

### 2005
- Samuel Assefa
- Ruth Klüger
- Dmytro Volodymyrovych Satonsky
- Yōko Tawada
- Simone Young

### 2004
- Mohan Agashe
- Imre Kertész
- Paul Michael Lützeler
- Anatoli A. Michailow
- Sergio Paulo Rouanet

### 2003
- Lenka Reinerová
- Jorge Semprún

### 2002
- Werner Michael Blumenthal
- Georges-Arthur Goldschmidt
- Francisek Grucza
- Touradj Rahnema
- Antonio Skármeta

### 2001
- Adonis
- Sofia Goubaïdoulina
- Gerardo Marotta
- Werner Spies

### 2000
- Nicholas Boyle
- György Konrád
- Daniel Libeskind
- Sara Sayin
- George Tabori
- Abdel-Ghaffar Mikkawy

### Antérieurement (sélection)
- Pierre Bertaux 1970
- Pierre Bourdieu
- Bruno Bettelheim
- Pierre Boulez
- Gordon A. Craig 1987
- Feng Zhi, 1983
- Ernst Gombrich
- Jiří Gruša 1999
- Michael Hamburger
- Jan Hoet 1991
- Adam Krzemiński, 1993
- İoanna Kuçuradi, 1996
- György Ligeti
- Henri Plard
- Sir Karl Popper
- Giorgio Strehler
- Michel Tournier
- István Szabó
- Billy Wilder

La médaille Goethe de l'Institut Goethe existe depuis 1955. Agnes Bluhm (1940), Josef Wackerle (1940), Walter Bloem (1933) et Gustl Waldau ont reçu la médaille Goethe de l'art et de la science (1932-1944), qui avait été délivrée par le Reichspräsident Paul von Hindenburg, et plus tard par Adolf Hitler.